# 福尔罗
福尔罗，是匈牙利包尔绍德-奥包乌伊-曾普伦州所辖的一个村。总面积19.03平方公里，总人口2472，人口密度129.9人/平方公里（2011年1月1日）。